# Govert van Emmerik

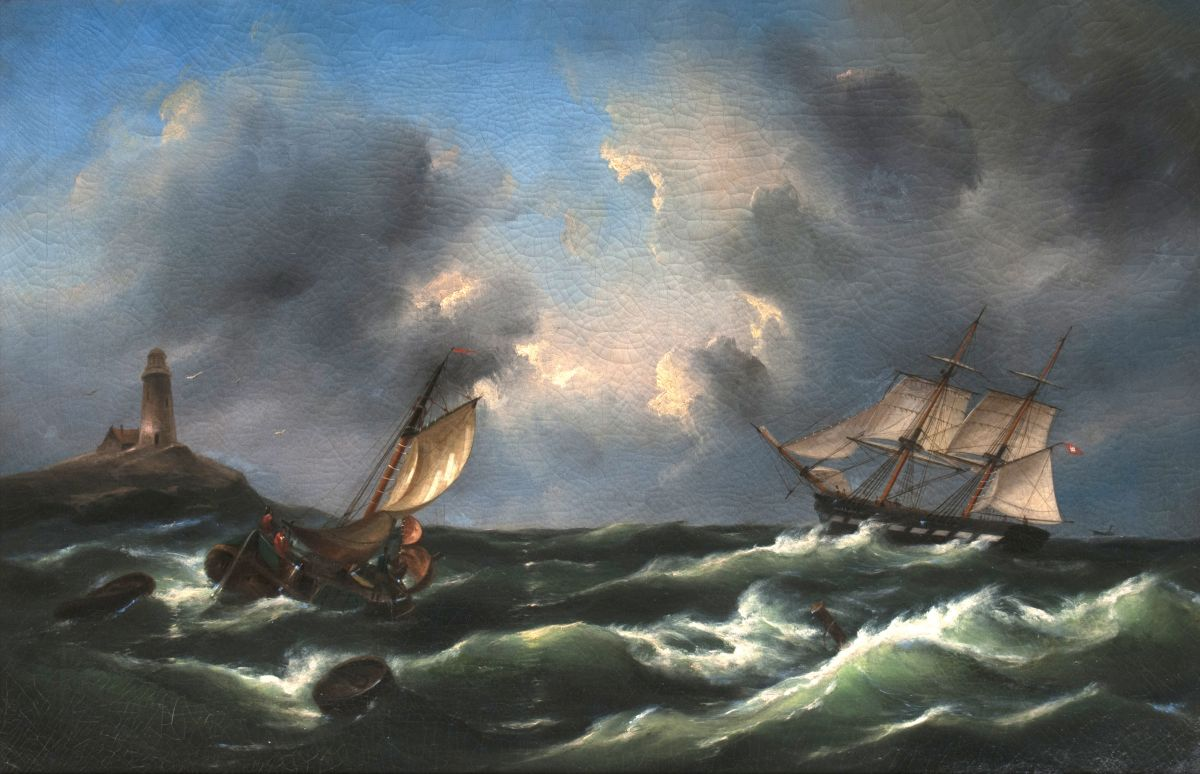
Hamburger Zweimaster vor einem Leuchtturm

Govert van Emmerik (* 3. November 1808 in Dordrecht; † 11. November 1882 in Hamburg) war ein niederländischer Marinemaler.

## Leben und Wirken
Govert van Emmerik war der Sohn von Matthijs van Emmerik und Adriana van Steenbergen. Er war in Dordrecht Schüler von P.J. Schotel und P. Hofman. 1861 zog er nach Hamburg; ab 1847 stellte er seine Gemälde in Den Haag und Amsterdam, ab 1862 auch in Hamburg aus.
Ein Gemälde van Emmeriks war 2010 Gegenstand einer Restitution von Raubkunst; es kam zum Anspruch an die niederländische Staatssammlung. Das Bild Schepen bij een kust von 1869 wurde an die Erben restituiert.

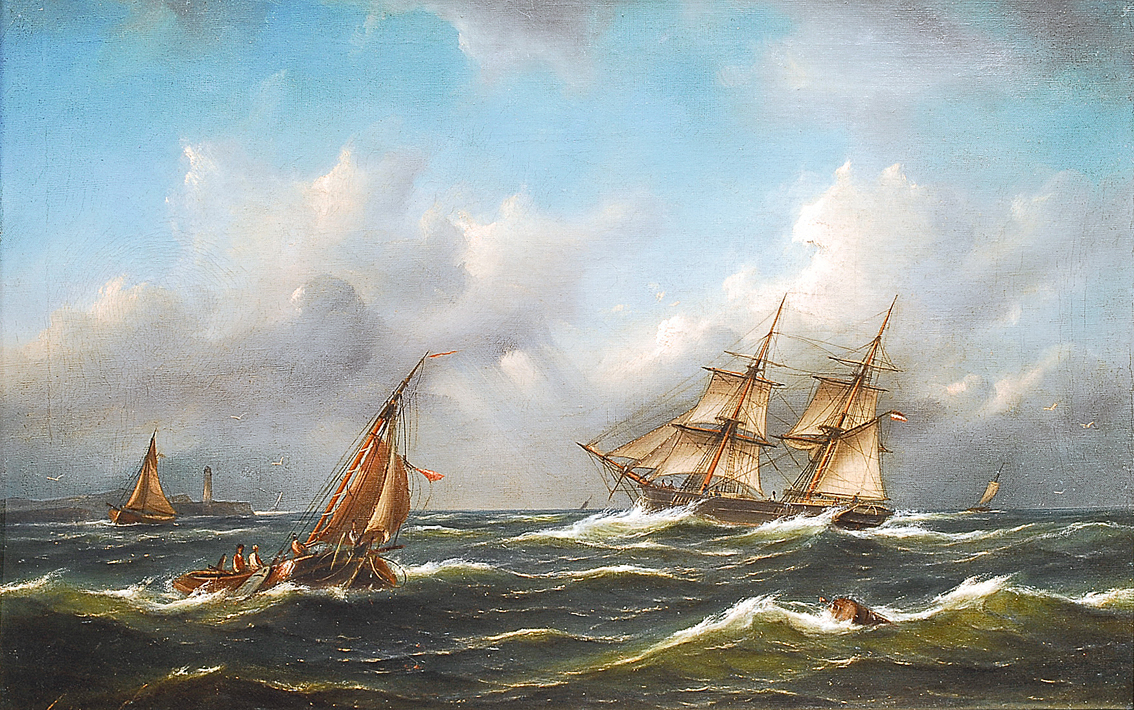
Kreuzende Segler vor der Küste
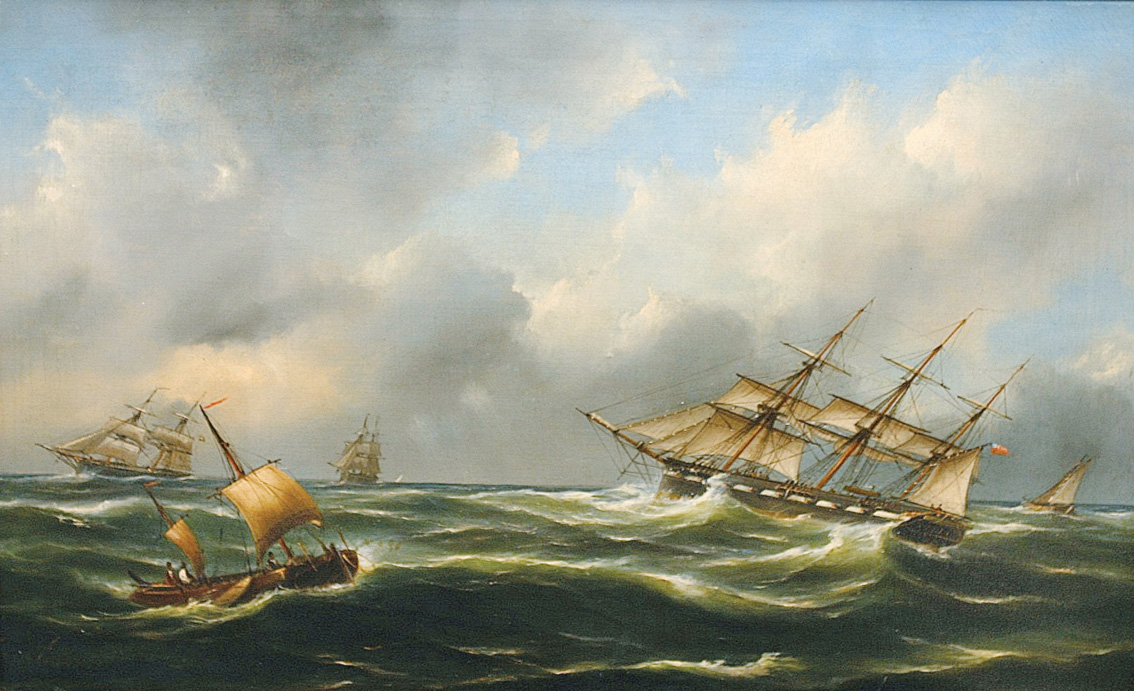
Holländische Fregatte und holländische Zweimaster auf bewegter See
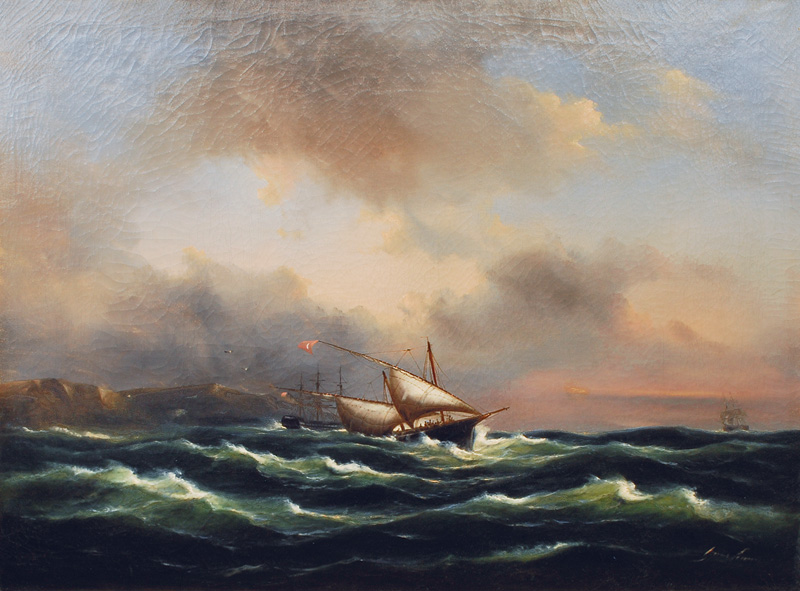
Türkische Dau und zwei Dreimaster vor der Küste
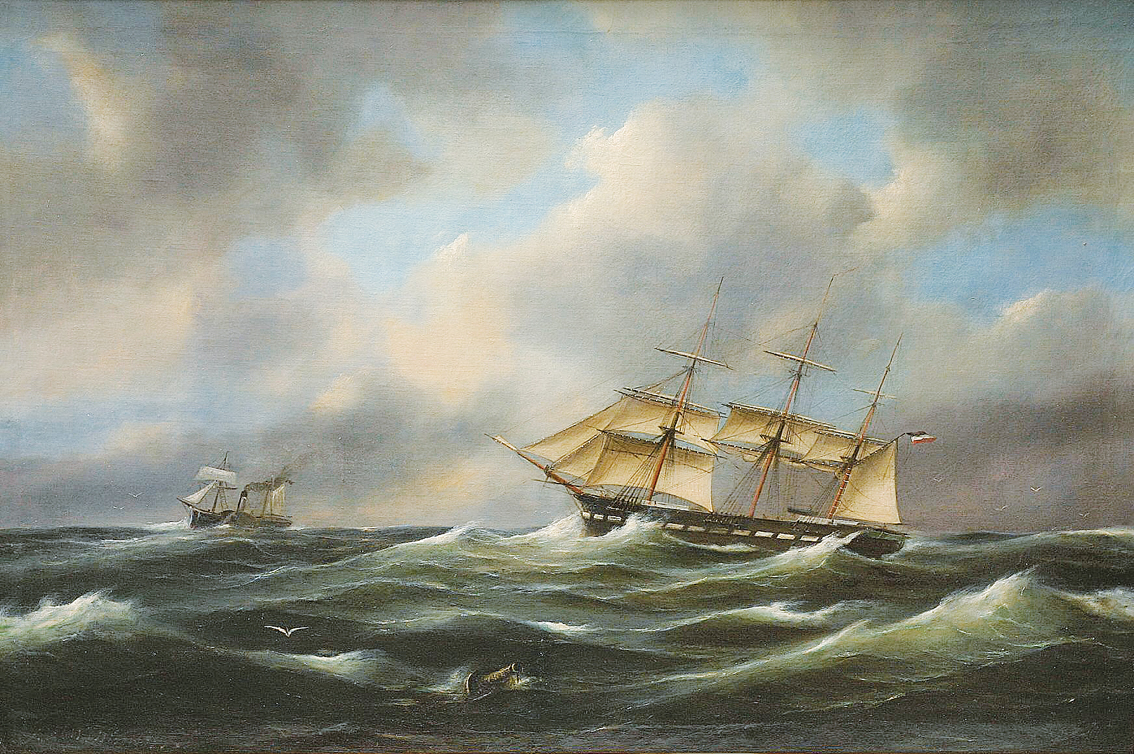
Viermast-Vollschiff und besegelter Raddampfer auf hoher See
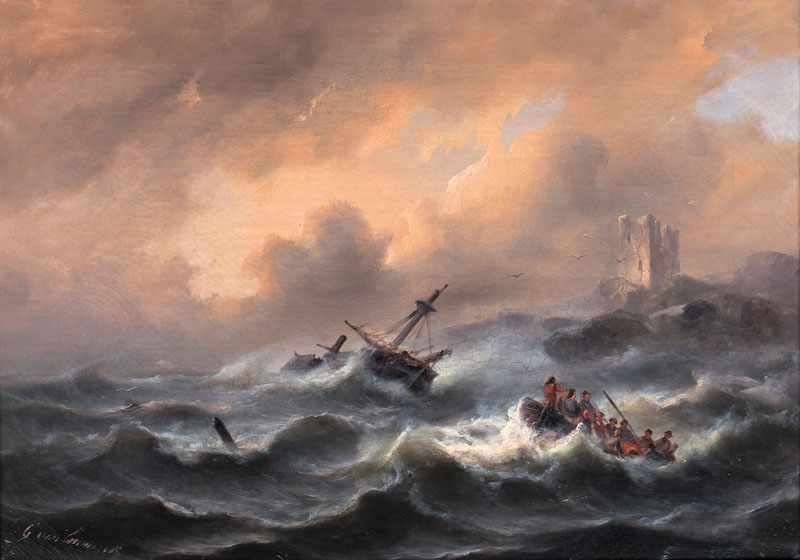
Schiffe im Sturm
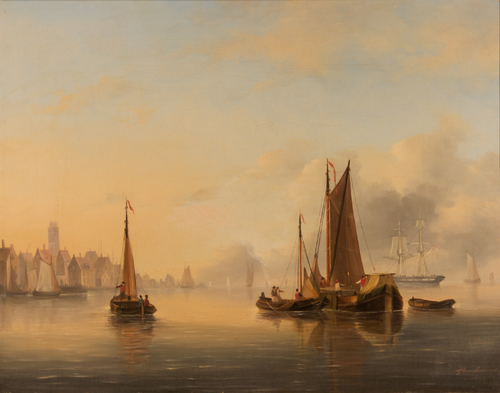
Ansicht auf Dordrecht